# Clavia
Clavia Digital Musical Instruments (Clavia DMI AB) est un fabricant suédois de claviers électroniques, synthétiseurs et pianos de scène, fondé à Stockholm en 1983 par Hans Nordelius et Mikael Carlsson.

## Historique
En 1983, Hans Nordelius et Mikael Carlsson commencent à travailler dans la banlieue de Stockholm à la première batterie digitale « Digital Percussion Plate 1 ». En 1995, ils conçoivent leur premier synthétiseur, le Nord Lead, qui reproduit les sons de synthétiseurs analogiques avec une technologie numérique. Par la suite, d'autres modèles sont apparus : Nord Rack x, le Nord Modular, un synthétiseur modulaire virtuel (logiciel), le Nord Lead 2, Nord Lead 2x et Nord Lead 3 (des versions améliorées du Nord Lead), le Nord Modular G2. L'évolution de la gamme s'est orientée alors vers l'émulation de claviers électromécaniques comme l'orgue Hammond, les pianos électriques et le Hohner Clavinet avec la sortie du Nord Electro, suivi des améliorations Nord Electro 2 et Nord Electro 3, et le clavier Nord Stage. En juillet 2009 sort le Nord C2.

## Principaux modèles

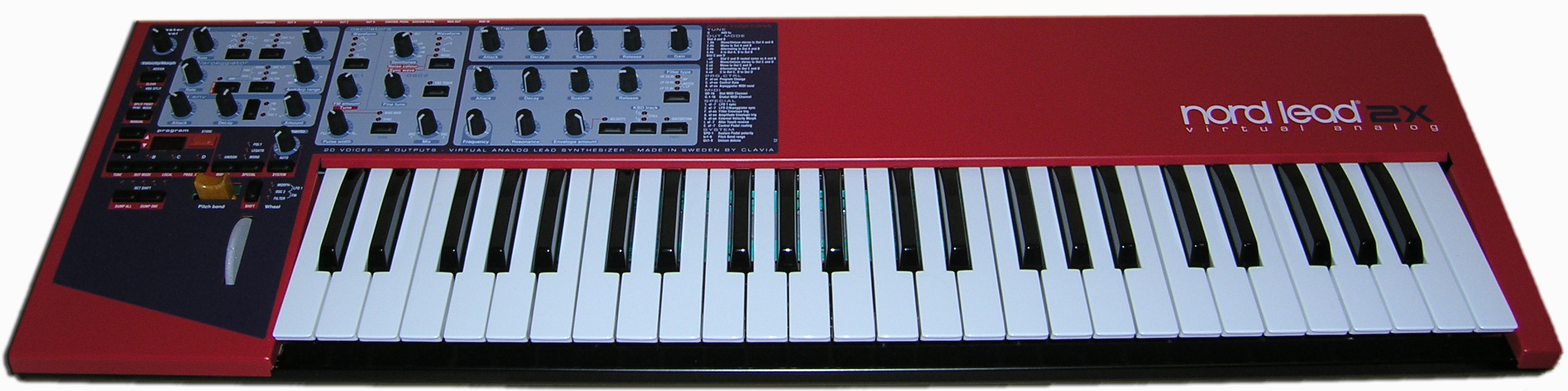
Un Nord Lead 2x.

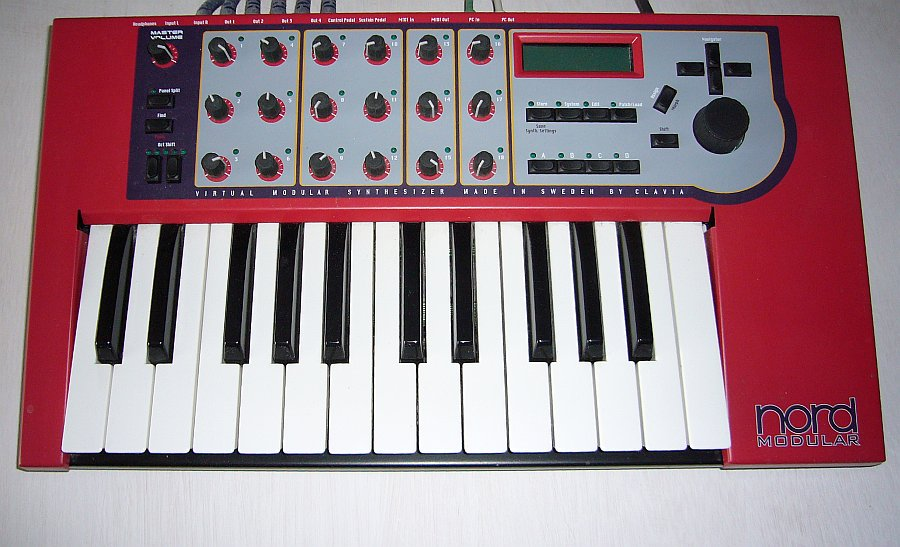
Un Nord Modular.

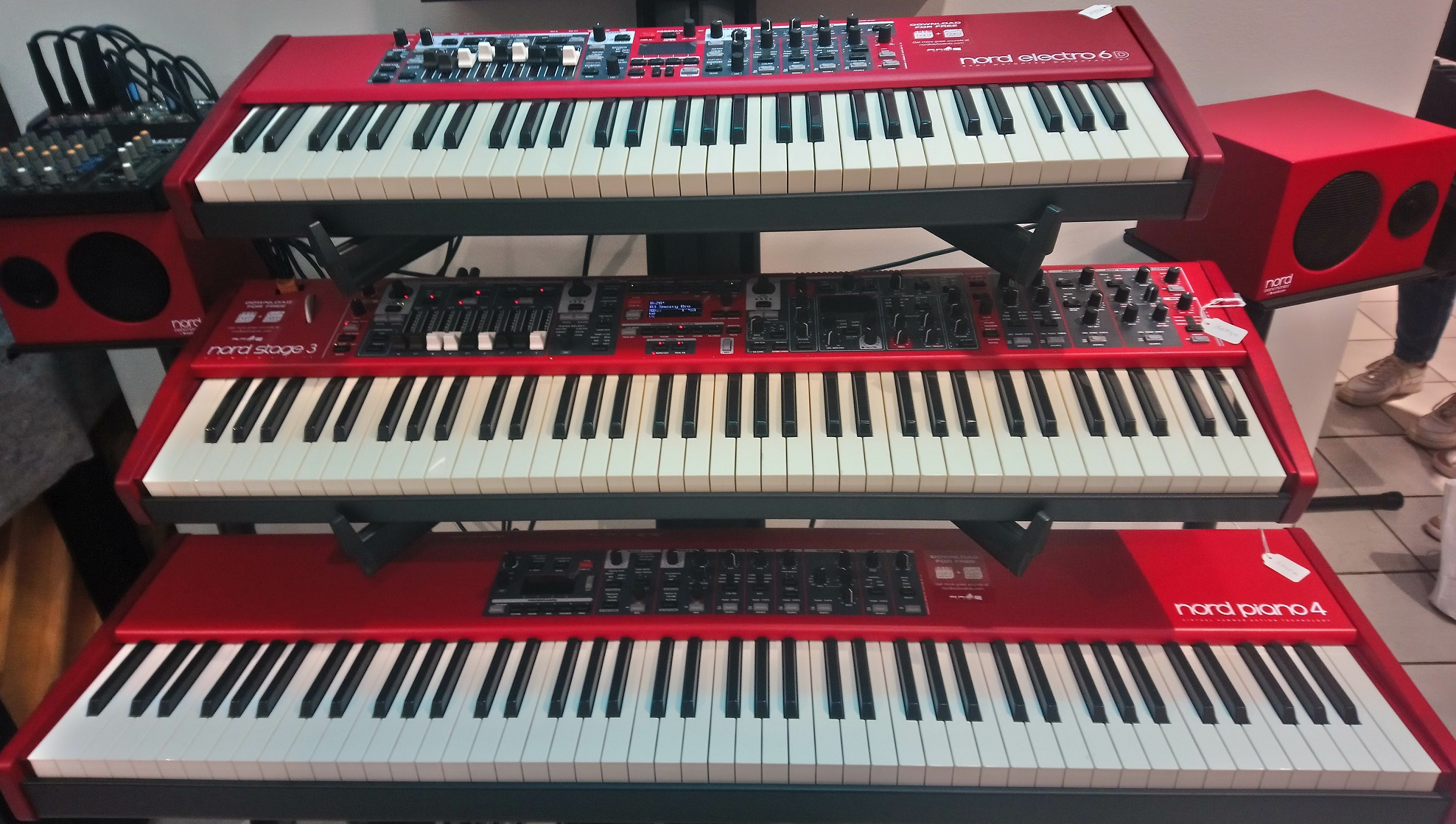
Clavia Nord Electro6, Nord Stage 3, Nord piano 4

- Clavia Nord Lead - Synthétiseur virtuel analogique
- Clavia Nord Modular - Série de synthétiseurs modulaires
- Clavia Nord Lead 2X
- Clavia Nord Electro - Clavier électronique
- Clavia Nord Electro 2
- Clavia Nord Electro Rack 2 - Module MIDI
- Clavia Nord Rack 2x - Séquenceur virtuel analogique
- Clavia Nord Rack 3
- Clavia Nord Modular G2 - Synthétiseur logiciel modulaire
- Clavia Nord Stage - Clavier de scène
- Clavia Nord C1 - Orgue
- Clavia Nord Wave - Synthétiseur
- Clavia Nord Stage EX - Clavier de scène (amélioration du Nord Stage : mémoire flash interne doublée)
- Clavia Nord Electro 3 - Amélioration du Nord Electro 2 : sons ajoutés, comme ceux du Mellotron
- Clavia Nord C2 - Orgue (amélioration du Nord C1, avec modélisation d'orgue baroque à tuyaux)
- Clavia Nord Piano - Piano de scène (annoncé en décembre 2009) et dévoilé lors du NAMM 2010
- Clavia Nord Stage 2 - Piano de scène (évolution du Nord Stage EX)
- Clavia Nord Stage 2EX - Piano de scène (évolution du Nord Stage 2)
- Clavia Nord Stage 3 - Piano de scène (évolution du Nord Stage 2EX)
- Clavia Nord C2D
- Clavia Nord Piano 2
- Clavia Nord Piano 3
- Clavia Nord Piano 4
- Clavia Nord Electro 4
- Clavia Nord Electro 5
- Clavia Nord Electro 6
- Clavia Nord Lead 2
- Clavia Nord Lead 3
- Clavia Nord Lead 4
- Clavia Nord Drum
- Clavia Nord Drum 2
- Clavia Nord Drum 3P